# 奥格莱兹河
奥格莱兹河（英語：Auglaize River）是莫米河的一条支流，长约113-英里（182-），位于美国俄亥俄州西北部，最终注入伊利湖。这条河的名字可能来自法语的（eau glacée)，意为“冰冻的水”。